# Gietrzwałd
Pour la gmina, voir Gietrzwałd (gmina).
Gietrzwald (en allemand Dietrichswalde) est un village, chef-lieu d'un canton rural dans le powiat d'Olsztyn dans la voïvodie polonaise de Varmie-Mazurie.
Le village se trouve à 20 km au sud-ouest d'Olsztyn, le long de l'autoroute 16 en direction d'Ostroda. L'endroit est entouré de forêts de conifères et de forêts mixtes avec de nombreux lacs.

## Histoire
Le village a été fondé en 1352 par le chapitre de la cathédrale de Warmie. Le fondateur s'appelait Dietrich, d'où le nom de Dietrichswalde, polonisé en Gietrzwald. Au XVe siècle Gietrzwald fut dévasté au cours des guerres entre la Pologne et l'Ordre Teutonique et pillé en 1455 sur l'ordre de Georg von Schlieben, chef d'une troupe de mercenaires engagé par l'Ordre Teutonique. Au milieu du XVIe siècle la localité n'avait pas encore d'administration propre, même si elle possédait une école et une auberge de village, qui en 1645 entra dans la possession du conseiller municipal d'Olsztyn Georg Kunigk. En 1783, Gietrzwald comptait 57 fermes. Le village fut cruellement dévasté en 1807 par les troupes françaises au cours de la guerre de la Quatrième Coalition.

## Apparitions mariales

### Historique
Le plus grand événement dans ce petit village de Warmie, se déroula en 1877 : plusieurs apparitions eurent lieu du 27 juin au 16 septembre. Justyna Szafrynsk, qui avait 13 ans à l'époque et Barbara Samulowska (pl) qui en avait 12, et étaient toutes les deux issues de familles pauvres parlant polonais, assurèrent que la Vierge Marie, la Mère de Dieu, leur était apparue.
Depuis lors Gietrzwald qui avait déjà un sanctuaire marial où était vénérée Notre-Dame de Gietrzwałd, mais rassemblant une population régionale, est devenu un lieu de pèlerinage rassemblant des fidèles de toute la Pologne, et même au-delà,.

### Développement du pèlerinage
L'église dédiée à la Nativité de la Vierge, qui existe depuis le XIVe siècle est agrandie entre 1878-1884 par l'architecte Arnold Güldenpfennig (de) qui lui donne sa forme actuelle. L'église a été érigée en 1970 par Paul VI au rang de  basilique mineure.